# 龚莉
龚莉（1999年8月16日—），北京人，中国女子空手道运动员，毕业于北京体育大学体育教育专业。
2018年，她代表中國参加了在西班牙马德里举行的世锦赛。
2020年，她获得了全国锦标赛68公斤级冠軍。
2021年在日本东京举办的2020年夏季奧林匹克運動會空手道比賽中，获得女子61公斤以上级项目铜牌。
2025年成都世運會女子61公斤以上級空手道冠軍。